# 神田創
神田 創（かんだ はじめ、1973年 - ）は、日本の撮影監督・映画カメラマン。

## 来歴
東京ビジュアルアーツ（旧東京写真専門学校）映画技術コース卒業。
東京都出身。山本英夫に師事。

## 撮影作品リスト

### 映画
- 葬儀人 アンダーテイカー（2013年・川松尚良監督）
- ビッチ（2013年・祖父江里奈監督）
- ガチバン スプレマシー（2013年・元木隆史監督）
- ガチバン スプレマシー2（2013年・元木隆史監督）
- フリーキッチン（2014年・中村研太郎監督）
- アラグレ２ ROPPONGI VS SHIBUYA（2014年・権野元監督）
- ガチバン クロニクル（2014年・元木隆史監督）
- ガチバン ULTRA MAX（2014年・元木隆史監督）
- ヴァンガード 劇場版 3つのゲーム（2014年・元木隆史監督）
- Z〜ゼット〜果てなき希望（2014年・鶴田法男監督）
- 神様はバリにいる（2015年・李闘士男監督）
- 極道大戦争（2015年・三池崇史監督）
- LOVE of LOVE（2015年・園子温監督）オムニバス映画「Madly」6作品中の1作
- ガチバン NEW GENERATION（2015年・元木隆史監督）
- ガチバン NEW GENERATION 2（2015年・元木隆史監督）
- U・F・O ~Ushimado's Fantasutic Occurrence~ うしまどの、ふしぎなできごと（2015年・藤原知之監督）
- 劇場版 猫侍 南の島へいく（2015年・渡辺武監督）
- 脳漿炸裂ガール（2015年・アベユーイチ監督）
- 映画 みんな!エスパーだよ!（2015年・園子温監督）
- ヒーローマニア-生活-（2016年・豊島圭介監督）
- 金メダル男（2016年・内村光良監督）
- 映画 妖怪ウォッチ 空飛ぶクジラとダブル世界の大冒険だニャン!（2016年・ウシロシンジ監督・実写パート横井健司監督）
- 闇金ドッグス4（2017年・元木隆史監督）
- 闇金ドッグス5（2017年・元木隆史監督）
- デメキン（2017年・山口義高監督）
- 曇天に笑う（2018年・本広克行監督）
- 女々演（2018年・高野舞監督）
- 初恋ロスタイム（2019年・河合隼人監督）
- 遮那王 お江戸のキャンディー3（2019年・広田レオナ監督）
- ファンシー（2020年・廣田正興監督）
- はるヲうるひと（2020年・佐藤二朗監督）
- ヒーロー〜2020〜（2020年・西条みつとし監督）
- はぐれアイドル地獄変（2020年・東海林毅監督）
- ゾッキ（2021年・竹中直人監督、斎藤工監督、山田孝之監督）
- ファーストミッション（2021年・HAYATE監督）
- 私はいったい、何と闘っているのか（2021年・李闘士男監督）
- 戦慄のリンク（2022年・鶴田法男監督）
- MIRRORLIAR FILMS Season3『可愛かった犬、あんこ』（2022年・井樫彩監督）
- 老ナルキソス（2023年・東海林毅監督）
- 夏目アラタの結婚（2024年・堤幸彦監督）

### テレビ ・ 配信
- 悪霊病棟 (2014年・鶴田法男監督・内藤瑛亮監督・竹園元監督）
- 怪奇恋愛作戦 (2015年・ケラリーノ・サンドロヴィッチ監督・白石和彌監督・濱谷晃一監督）
- みんな！エスパーだよ！番外編 〜エスパー都へ行く〜 （2015年・園子温監督）
- 猫侍 Season2 (2015年・渡辺武監督）
- ナイトヒーローNAOTO (2016年・権野元監督・元木隆史監督・工藤里紗監督）
- わたしに運命の恋なんてありえないって思ってた (2016年・波多野貴文監督）
- 東京ヴァンパイアホテル (2017年・園子温総監督・久保朝洋監督・松尾大輔監督）
- 赤ひげ（2017年・深川栄洋監督・皆川智之監督・後藤孝太郎監督）
- 巨悪は眠らせない 特捜検事の標的 (2017年・権野元監督）
- 悪魔が来りて笛を吹く（2018年・吉田照幸監督）
- 八つ墓村（2019年・吉田照幸監督）
- 赤ひげ2 （2019年・猪原達三監督、皆川智之監督、後藤孝太郎監督）
- 東京ラブストーリー（2020年・三木康一郎監督、永田琴監督、山本透監督）
- 赤ひげ３(2020年・猪原達三監督、皆川智之監督）
- がんばれ!TEAM NACS（2021年・堀切園健太郎監督、WOWOW）
- ガールガンレディ (2021年・瀧悠輔監督、平井淳史監督、関根淳監督)
- 高嶺のハナさん (2021年・内藤瑛亮監督、堀江貴大監督、高杉考宏監督、塚田芽来監督)
- 鎌倉殿の13人 (2022年・吉田照幸監督、末永創監督、保坂慶太監督、安藤大佑監督)
- 赤ひげ4（2022年・猪原達三監督、皆川智之監督）
- ハレーションラブ（2023年・内藤瑛亮監督、長部洋平監督、竹園元監督、高杉孝宏監督）
- さよならマエストロ（2024年・坪井敏雄監督、石井康晴監督）

### オリジナルビデオ
- Z〜ゼット〜狂気と天使 (2014年・土岐洋介監督）
- Z〜ゼット〜友情と悪夢 (2014年・川松尚良監督）

### ショートフィルム作品
- P【ピー】 （2012年・廣田正興監督）
- 次男と次女の物語 (2013年・フカツトモオ監督）
- 小澤の結婚 (2013年・古厩智之監督）
- ママ友 (2013年・小沼雄一監督）
- はいかい 2013 ver.Shibuya (2013年・早川卓快監督）
- 細川先輩 (2013年・廣田正興監督）
- LOVERS BOMB (2014年・廣田正興監督）
- はいかい Shibuya 2014 (2014年・早川卓快監督）
- 蚊帳の外 (2015年・廣田正興監督）
- 水辺で枯れた花 (2016年・廣田正興監督）
- inTRO (2016年・鈴木コンプ監督）
- おしっこをもらす男 (2016年・古泉智浩監督)
- 老ナルキソス (2017年・東海林毅監督）
- どんうー (2017年・権野元監督）
- ロミジュリ日和（2018年・前川衛監督）
- JURI(2019年・西条みつとし監督）
- ホモ・ソーシャルダンス（2019年・東海林毅監督）
- 堕ちていく（2019年・ヌーﾂティ・アレクシス監督）
- 優ヲ繋グ　（2020年・西条みつとし監督）
- 片袖の魚　（2021年・東海林毅監督）
- close to you （2021年・山野海監督）

## 助手時代参加作品
- 森と水のゆめ 大雪・トムラウシ (1999年・藤本幸久監督）
- F エフ (1998年・金子修介監督）
- 学び座 (1998年・斎藤耕一監督）
- 黒と黒 OUT OF THE WORLD (1998年・中里猛作監督）
- モスラ3 キングギドラ来襲 (1998年・特撮 鈴木健二監督）
- 御法度 (1999年・大島渚監督）
- ゴジラ×メガギラス G消滅作戦 (2000年・特撮 鈴木健二監督）
- 蝉祭りの島 (2000年・横山浩幸監督）
- ゴジラ×モスラ×キングギドラ 大怪獣総攻撃 (2001年・金子修介監督）
- 白い船 (2002年・錦織良成監督）
- Departure (2002年・中川陽介監督）
- なごり雪 (2002年・大林宣彦監督）
- 明日があるさ THE MOVIE (2003年・岩本仁志監督）
- ガンクレイジー Episode-3 叛逆者の狂詩曲（ラプソディー） (2003年・室賀厚監督）
- ロボコン (2003年・古厩智之監督）
- 真昼ノ星空 (2004年・中川陽介監督）
- ラブドガン (2004年・渡辺謙作監督）
- 69-sixtynine- (2004年・李相日監督）
- ゴーストシャウト (2004年・塚本連平監督）
- パッチギ！ (2004年・井筒和幸監督）
- ハザード (2005年・園子温監督）
- 夢の中へ (2005年・園子温監督）
- 妖怪大戦争 (2005年・三池崇史監督）
- 乱歩地獄「蟲」(2005年・カネコアツシ監督）
- 陽気なギャングが地球を回す (2006年・前田哲監督）
- 出口のない海 (2006年・佐々部清監督）
- フラガール (2006年・李相日監督）
- 魂萌え！ (2007年・阪本順治監督）
- ドリーム・クルーズ (2007年・鶴田法男監督）
- ミッドナイトイーグル (2007年・成島出監督）
- 恋空 (2007年・今井夏木監督）
- ザ・マジックアワー (2008年・三谷幸喜監督）
- 能登の花ヨメ (2008年・白羽弥仁監督）
- 容疑者Xの献身 (2008年・西谷弘監督）
- 真夏のオリオン (2009年・篠原哲雄監督）
- アマルフィ 女神の報酬 (2009年・西谷弘監督）
- のだめカンタービレ最終楽章 前編 (2010年・武内秀樹監督）
- のだめカンタービレ最終楽章 後編 (2010年・川村泰祐監督）
- ステキな金縛り (2011年・三谷幸喜監督）